# Siri Çarçani
Siri Avdul Çarçani (Fushë-Bardhë, 1920 – 2007) è stato un partigiano, avvocato, politico e diplomatico albanese.

## Biografia
Nacque nel 1920 a Fushë-Bardhë, nella prefettura di Argirocastro. Il padre, Avdul, studiò all'estero e iscrisse il figlio ad un collegio di Saranda e poi al liceo franco-svizzero di Argirocastro, dove Siri studiò insieme al cugino Adil fino alla chiusura del liceo, passando poi ad un liceo di Scutari; a Scutari conobbe Qemal Stafa e Vasil Shanto, partecipando alla fondazione del futuro Partito Comunista d'Albania. Dopo il liceo lavorò nelle amministrazioni comunali di Fier-Seman e Prongji oltre che nell'amministrazione della prefettura di Argirocastro. Nel febbraio 1939 iniziò il processo contro numerosi membri del gruppo comunista di Scutari, per cui Çarçani si rifugiò a Sheper. Partecipò al movimento di liberazione nazionale contro l'occupazione nazista.
Fu procuratore militare, occupandosi di diversi casi controversi tra cui la firma della richiesta della sommaria condanna a morte di 22 persone in relazione all'attentato all'ambasciata sovietica di Tirana del 1951 e la richiesta di condanna a morte per Ethem Çako del Balli Kombëtar. Successivamente divenne Procuratore generale, occupandosi tra gli altri del processo contro il gruppo terroristico di Zenel Shehu; negli anni 1960 dovette inoltre riferire sulla morte in custodia di  Hatlije Tafani nel 1945. Sempre nel dopoguerra fu ambasciatore straordinario e plenipotenziario in Cecoslovacchia per sette anni e poi ambasciatore in Corea del Nord per cinque anni. Tra il 1958 e il 1962 è stato membro dell'Assemblea del popolo.